# Proton Waja
O Proton Waja é um sedã compacto da Proton.